# Alfons II Aragoński
Alfons II Trubadur, Cnotliwy (ur. 25 marca 1157, zm. 25 kwietnia 1196 w Perpignan) – hrabia Barcelony 1162-1196 jako Alfons I, król Aragonii 1162-1164 (wraz z matką) oraz 1164-1196 (samodzielnie) jako Alfons II, hrabia Prowansji 1167-1196 jako Alfons I, hrabia Girony, Osony, Besalu, Cerdagne i Roussillon.

## Życiorys
Był synem Ramona Berengara IV, hrabiego Barcelony i Petroneli, królowej Aragonii. Alfons II był pierwszym królem Aragonii z dynastii barcelońskiej, ponieważ jego ojcu, mimo sprawowania faktycznych rządów w królestwie, przysługiwał jedynie tytuł księcia aragońskiego. Królową Aragonii do momentu abdykacji była matka Petronela, przedstawicielka dynastii pampeluńskiej, sprawującej władzę w Aragonii od początków X wieku
W odniesieniu do okresu zapoczątkowanego datą wstąpienia na tron Alfonsa II używa się terminu „Korona Aragonii” na określenie terytoriów, nad którymi rozciąga się władza aragońskiego króla.
Początkowo nosił popularne w jego rodzie imię Ramon, jednak później jego ojciec zmienił je na Alfons, bliższe tradycji aragońskiej.
Po śmierci ojca 5-letni Alfons objął nominalną władzę w hrabstwie Barcelony. Do roku 1164 rządy w Katalonii w imieniu syna jako regentka sprawowała Petronela. Matka abdykowała na rzecz syna w czerwcu 1164, gdy Alfons miał zaledwie 7 lat. Rządy w Aragonii i Katalonii w imieniu małoletniego władcy sprawowała rada regencyjna złożona z najwyższych rangą dostojników aragońskich i katalońskich.
Alfons II kontynuował rekonkwistę swoich poprzedników, nadto umacniał swoje wpływy w południowej części obecnej Francji, przyłączył w 1172 do hrabstwa Barcelony Roussillon i Urgell (zob. Alt Urgell), wcześniej (w 1166) odziedziczył też władzę w hrabstwie Prowansji oraz podporządkował min. Carcassonne, Nîmes, Bigorre oraz Béarn. Sukcesy króla doprowadziły do sporu z hrabiami Tuluzy oraz z królestwem Kastylii, co spowodowało, iż w 1179 Alfons II zawarł układ z królem Kastylii Alfonsem VIII rozgraniczający wpływy Aragonii i Kastylii na obszarach objętych rekonkwistą. Już wcześniej w 1170 Alfons II pomógł Alfonsowi VIII w walce o utrzymanie tronu kastylijskiego, w zamian za co odzyskał utraconą w 1158 Saragossę i potwierdzenie suwerenności Aragonii wobec Kastylii. Król Alfons II był wielkim protektorem trubadurów.
Żoną Alfonsa II była poślubiona w 1174 Sancza (zm. 1208), córka króla Kastylii Alfonsa VII oraz Rychezy (Ryksy), która była córką księcia polskiego Władysława II Wygnańca. Z tego związku pochodziły dzieci:
- Piotr II Katolicki, król Aragonii 1196-1213,
- Alfons, hrabia Prowansji 1196-1209,
- Konstancja, żona króla Węgier Emeryka, następnie żona cesarza Fryderyka II Hohenstaufa,
- Eleonora, żona hrabiego Tuluzy Rajmunda VI,
- Sancha, żona hrabiego Tuluzy Rajmunda VII.